# Тиха революція
Ти́ха револю́ція або безшумна/мовчазна революція (фр. Révolution tranquille) — комплекс соціальних, культурних та політичних змін, що відбулися в 1960-ті роки в провінції Квебек і докорінно змінили суспільство Квебеку.
Вважається, що «тиха революція» почалася 5 липня 1960, з днем коли до влади прийшла Ліберальна партія Квебеку на чолі з Жаном Лесажем. Це був період швидкої модернізації.

## Суть змін

### Французька мова та освіта
1960 року у своїй книзі Les insolences du Frère Untel Жан-Поль Деб'єн (фр. Jean-Paul Desbiens) критикує квебецький «жуаль»: англіцизми, нерозбірлива вимова, бідний словниковий запас — і пропонує створення світської системи освіти, незалежної від церкви. Він відстоює необхідність підвищити присутність французької в суспільстві, як-от:  зробити її основною мовою рекламних оголошень.
Книга розійшлася 100-тисячним накладом.
Під час «тихої революції» уряд Квебеку узяв під свій контроль школи та лікарні, якими традиційно завідувала католицька церква. Було створено нові коледжі (CÉGEP) та університети (мережа Квебецький університет), які платою за навчання стали доступні для всього населення. Якщо раніш ректорами франкомовних вузів обов'язково мали бути католицькі священики, то тепер ці посаді займали світські люди.

### Релігія та культура
Якщо раніш Католицька церква контролювала майже все — від політики, літератури і профспілок, до приватного життя віруючих (реванш колисок), то під час «тихої революції» вона почала швидко втрачати вплив. Тисячі монахів, монашок та священиків поверталися до світського життя, відвідування церков зменшувалося.
У 1961 у Квебеці створено Міністерство культури (фр. ministère des Affaires culturelles).

### Національне питання
Водночас, «тиха революція» дала поштовх боротьбі за національні й мовні права квебекців. 
З'явилися і поширилися нові сувереністські рухи, які боролися за широку автономію, а іноді — й за повну незалежність Квебеку. Більшість з них мала мирний характер. Виключення складав тільки Фронт визволення Квебеку — ліва терористична організація.
Прийшовши до влади в 1966 році, прем'єр-міністр Даніель Джонсон (Національний союз) проголосив гасло: «Рівність або незалежність».
Наприкінці 1960-х років колишній ліберальний міністр Рене Левек вийшов з Ліберальної партії Квебеку, щоб заснувати нову політичну силу — Квебецьку партію, що боролася за незалежність.
Було повністю націоналізовано компанії, що виробляли гідроелектроенергію.